# Remington Модель 1858
Моделі револьверів Remington-Beals разом з наступними моделями та варіантами були капсульними револьверами виробництва фірми Eliphalet Remington & Sons під набої .31 (Pocket) .36 (Navy) або .44 (Army) калібрів, які використовували під час громадянської війни в США, стали початком успішної лінійки револьверів з середньою та великою рамкою. Зазвичай, хоча це і не правильно, їх називають Модель 1858 через патентні маркування на стволах Нової Моделі, "PATENTED SEPT. 14, 1858/E. REMINGTON & SONS, ILION, NEW YORK, U.S.A./NEW MODEL.", але масштабне виробництво не розпочалося до 1861 року.
Револьвер Ремінгтона був додатковою, додатковою зброєю армії Союзу до пожежі на фабриці Кольта в 1864 році. Через пожежу деякий час поставки Colt 1860 Army не відбувалися. Саме тому уряд США замовив велику кількість револьверів Ремінгтона. Семюел Ремінгтон відправився до Вашингтону восени 1861 року, запропонувавши продавати свої револьвери уряду по ціні $15 кожний або на $10 менше ніж Кольт просив від Департаменту озброєнь за свої револьвери .44-cal. Навіть зі заниженою ціною, армія, до кінця березня 1862 року, отримала від заводу Ремінгтона лише 7250 револьверів .36-cal. та 850 револьверів .44-cal. Beals за ціною для армії по $15 кожний.
Його використовували на Дикому Заході та по всьому світу, як під ударний капсуль так і з унітарним набоєм.

## Опис

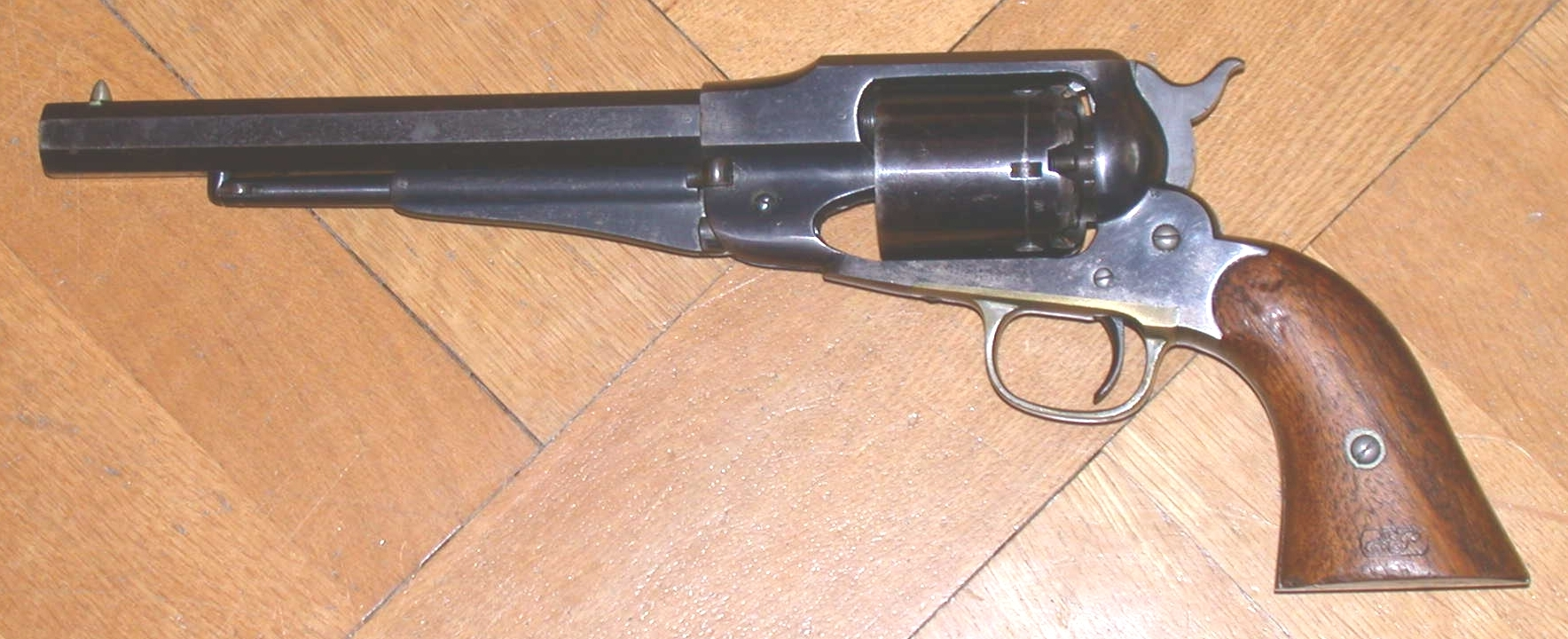
Револьвер Remington New Model Army, рання модель з врізаною мушкою

Револьвер Remington це шестизарядний капсульний револьвер одинарної дії який випускала фірма E. Remington & Sons, Іліон, штат Нью-Йорк, на основі патенту Фордайса Білза від 14 вересня 1858 (Патент 21,478). Револьвер Remington Army створено на великій рамці під набій .44 калібру зі стволом довжиною 8 дюймів. Револьвер Remington Navy створено на дещо меншій рамці ніж Модель Army та під набій .36 калібру зі стволом довжиною  7,375 дюйми [Beals Navy 7,5 дюймів]. Виготовлено три прогресивні моделі: Remington-Beals Army & Navy (1860–1862), 1861 Army & Navy (1862–1863), та New Model Army & Navy (1863–1875). Три моделі майже схожі за розмірами та зовнішнім виглядом. Незначні, але помітні відмінності в курках, важелях заряджання та барабанах допомагають відрізнити кожну модель. Модель 1861 Remington фактично перетворилася на  New Model, яка з'явилася наприкінці 1862 року, повільно трансформуючись протягом 1862 року, завдяки постійним пропозиціям Департаменту озброєнь США.
Капсульні револьвери Remington є дуже точними та здатні розвивати значну потужність з дуловою швидкістю від  550 до 1286+ футів за секунду, залежно від кількості пороху, яку зарядить стрілець. Середня швидкість кулі коливалася від 213 до 274 м/с, в залежності від якості пороху, заряду та ваги конічної кулі. Зазвичай набої споряджалися мінімальним зарядом високопродуктивного спортивного димного пороху, який потрібен для завдання специфічного удару, його зазвичай визначають випробуючи на пробивання соснової дошки. Спеціальний порох та мінімальний заряд зменшували забруднення револьвера залишками димного пороху.

### Конструкція

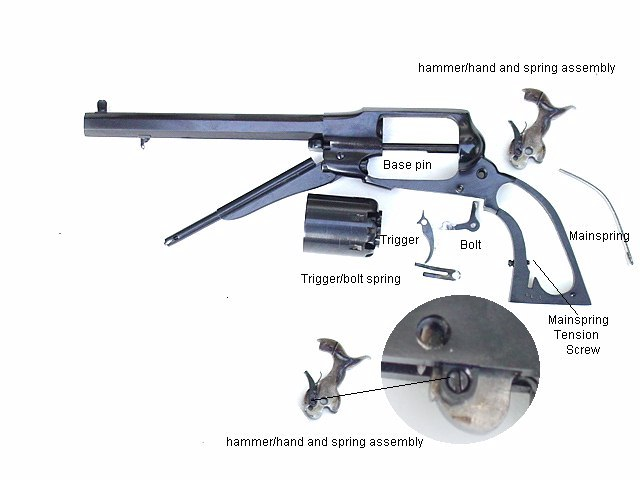
Розбірка револьвера New Model Army

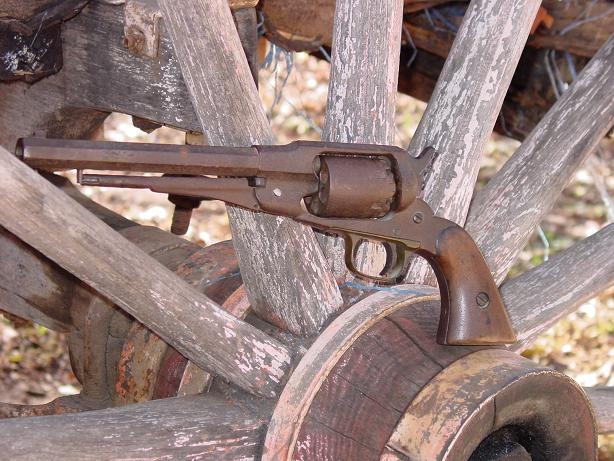
Оригінальний револьвер Remington New Model Navy, 36 калібру

Своєю довговічністю револьвер Remington завдячує суцільній рамці "topstrap". Конструкція настільки ж міцна і стійка до розтягування рами, як і револьвери з переламною рамкою тієї ж епохи, але в той же час суцільну рамку простіше робити, ніж револьвер з переламною рамкою. Внутрішній замок Remington також простіший за конструкцією. В той час як у компанії Colt використовують різні гвинти для упору барану та спускового гачка, компанія Remington використала один наскрізний гвинт для цих деталей. Недоліком Моделі 1858 є те, що ствол і ствольна коробка є однією деталлю, а це ускладнює чищення зброї оскільки ствол не можливо від'єднати від рамки.
Ще однією інновацією (перше масове виробництво було на Моделі 1863) стали "захисні пази" між каморами барабану. Фрезований паз надійно утримував курок між каморами для безпечного носіння зброї, розташовуючи бойок курка так, щоб він не спирався на капсуль, що зменшувало ризик випадкового пострілу при падінні револьвера або удару по курку. Більшість конструкцій револьверів 19-го століття не мали таких запобіжних функцій. Наприклад, ранні револьвери Whitney були схожі на револьвери Remington, але не мали захисних пазів. Було можливо встановити курок револьвера Whitney між камор для безпечного носіння, але без фрезованих пазів, як у Remington, барабан револьвера Whitney міг крутнутися і курок міг нанести удар по капсулю.
В револьверах Remington можна було легко замінити барабан, що дозволяло швидко перезарядити револьвер заздалегідь зарядженим запасним барабаном; це було перевагою над іншими револьверами того часу. Хоча, навряд чи, це була поширена практика на той час. Запасні барабани не закупалися армією. 

### Переробка під унітарний набій

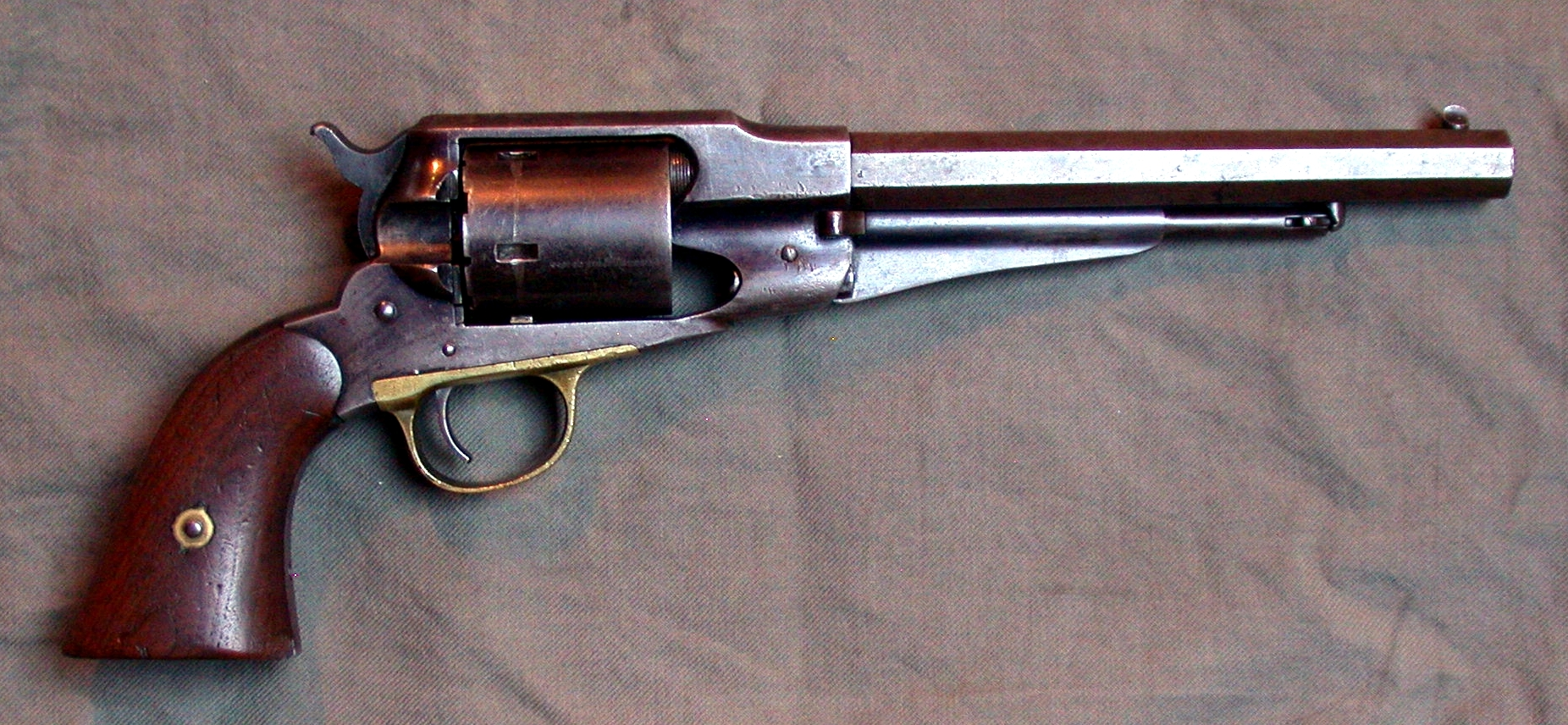
Remington Conversion cal .46 RF

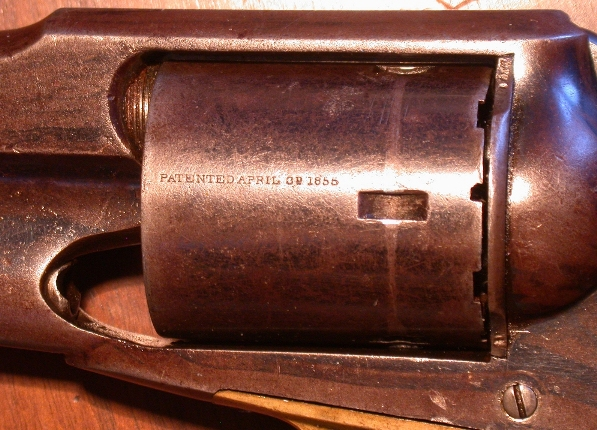
Переробка револьвера Remington, патент Ролліна Вайта

В 1868 році компанія Remington почала продаж п'ятизарядного переробленого револьвера під унітарний набій .46 rimfire. Компанія Remington заплатила роялті компанії Smith & Wesson, яка була власницею патенту Ролліна Вайта (#12,648, 3 квітня 1855) для переробки револьверів під унітарні набої. Перероблені револьвери Remington Army стали першими великокаліберними револьверами під унітарний набій, випередивши майже на два роки компанію Smith & Wesson з її .44 American.
Через велику кількість цих револьверів, різні зброярі власноруч робили переробки (з капсульних версій) під різні калібри .44-40 та .45 Colt.

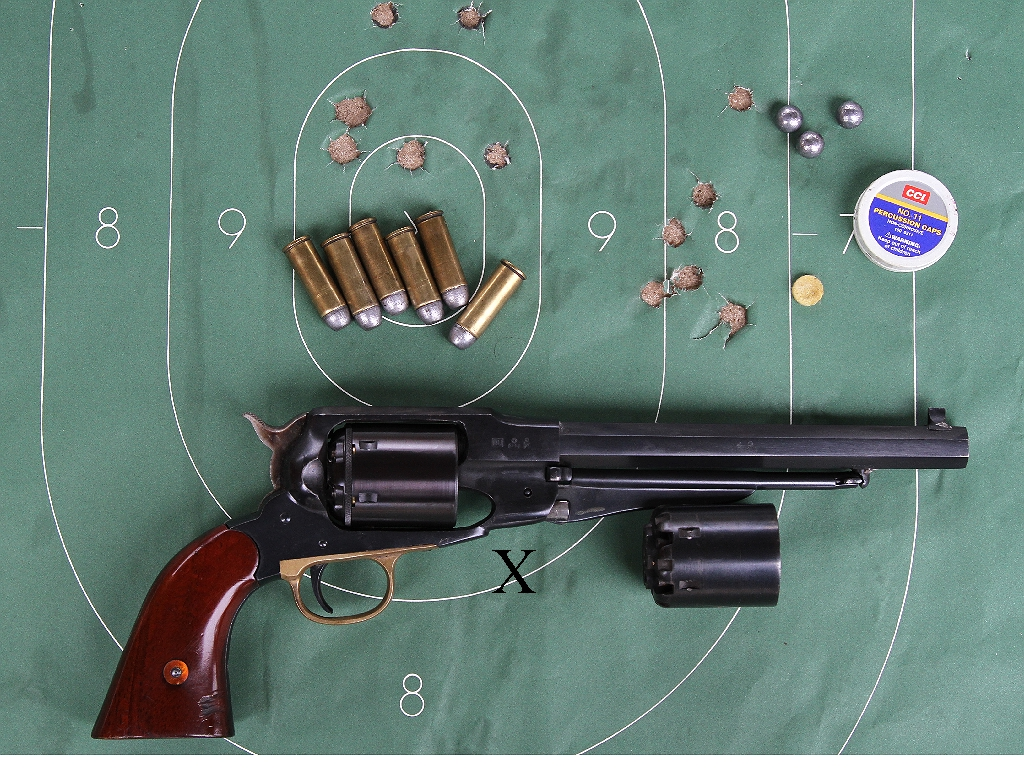
Сучасна репліка з переробленим барабаном

### Револьвер Буффало Білла Коді
Вільям В. "Буффало Білл" Коді використовував револьвер New Model Army .44 з щічками зі слонової кістки, серійний номер 73293, в період з 1863 до 1906, коли він віддав його керуючому його ранчо з запискою, де було написано: "Він ніколи не підводив мене." Револьвер Ruger "Old Army" дуже схожий на револьвер Remington, але є новою конструкцією.
В червні 2012 револьвер було продано на аукціоні за 239000 доларів США. Компанія Heritage Auctions представила револьвер, як "Найважливіший револьвер Вільяма Ф. "Буффало Білла" Коді з тих, що зберігся". Крім револьвера продали також особисті речі Коді, разом з сімнадцятьма рукописними листами.

## Модельний ряд
Різні револьвери цієї серії з відповідними даними.
| Модель                                                | Рамка   | Роки      | Калібр(и)             | Кількість                 | Ствол                                          | Примітки                                                                                                |
| ----------------------------------------------------- | ------- | --------- | --------------------- | ------------------------- | ---------------------------------------------- | --- |
| Remington-Beals Army Model Revolver                   | Велика  | 1861-1862 | .44                   | 1,900 (приблизно)         | 8 дюймів восьмикутник                          | |
| Remington-Beals Navy Model Revolver                   | Середня | 1861-1862 | .36                   | 14,500 (приблизно)        | 7 1/2 дюймів восьмикутник                      | |
| 1861 Army Revolver (Old Model Army)                   | Велика  | 1862      | .44                   | 6,000 (приблизно)         | 8 дюймів восьмикутник                          | |
| 1861 Navy Revolver                                    | Середня | 1862      | .36                   | 7,000 (приблизно)         | 7 3/8 дюймів восьмикутник                      | |
| New Model Army Revolver                               | Велика  | 1863-1875 | .44                   | 132,000 (приблизно)       | 8 дюймів восьмикутник                          | Використано для переробки під набій .46 RF & .44 Colt                                                   |
| New Model Navy Revolver                               | Середня | 1863-1875 | .36                   | 28,000 (приблизно)        | 7 3/8 дюймів восьмикутник                      | Використано для переробки під набій .38 RF & U.S. Navy переробка .38 Long Colt                          |
| New Model Single Action Belt Revolver                 | Середня | 1863-1875 | .36 капсуль та .38 RF | 2,500 - 3,000 (приблизно) | 6 1/2 дюймів восьмикутник                      | Заводська переробка, виробництво розпочато в 1873                                                       |
| Remington-Rider Double Action New Model Belt Revolver | Велика  | 1863-1873 | .36 капсуль та .38 RF | 3,000 - 5,000 (приблизно) | 6 1/2 дюймів восьмикутник                      | 1863-1865 рифлений барабан, модифікація мала барабан з двох частин                                      |
| New Model Police Revolver                             | Середня | 1865-1873 | .36 капсуль та.38 RF  | 25,000 (приблизно)        | 3 1/2, 4 1/2, 5 1/2, 6 1/2 дюймів восьмикутник | Вважають, що переробки лише під набій кільцевого запалення                                              |
| New Model Pocket Revolver                             | Мала    | 1865-1873 | .31 капсуль та .32 RF | 25,000 (приблизно)        | 3, 3 1/2, 4, 4 1/2, 5 1/2                      | Більшість зроблені як переробка або під унітарний набій, 5-зарядний барабан лише з шпороподібним курком |

## Сучасне використання

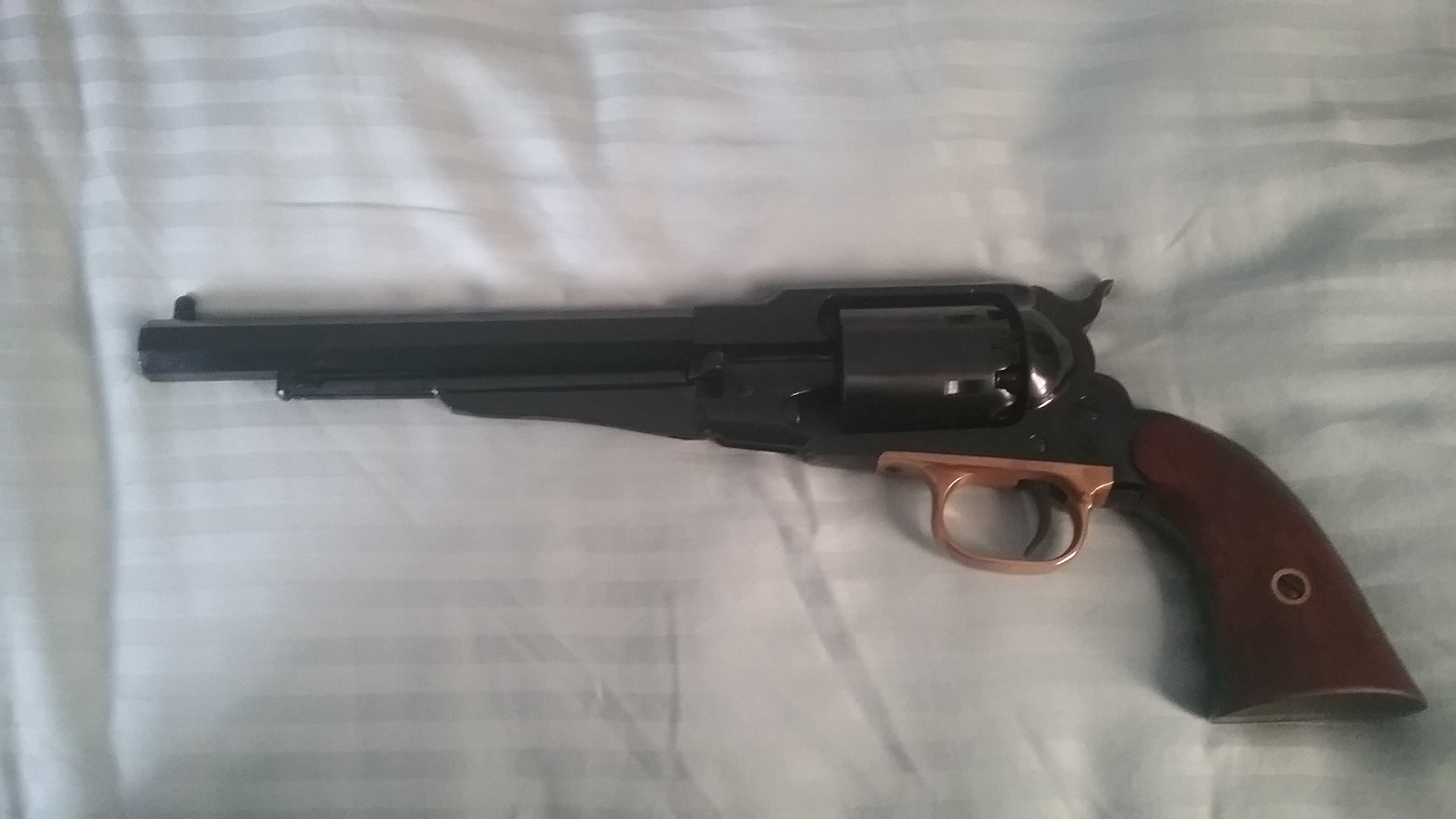
Репліка New Model Army зроблена компанією Pietta.

На даний час репліки револьвера Remington-Beals випускають італійські виробники Uberti, Pietta та Euroarms. Рамки револьверів роблять з сучасної сталі та латуні. Репліки New Model Army Euroarms та Uberti дуже схожі на оригінал. Ці репліки є популярними серед реконструкторів та на змаганнях Cowboy Action Shooting. Декілька компаній виробляють "перероблені" барабани для реплік, що дозволяють стріляти сучасними набоями низького тиску без переробки рамки револьвера. Такі переробки, звісно, схожі на оригінальні переробки Remington, які використовували на Західному фронтирі в період 1860-х та 1870-х років. Також можна використовувати капсульні барабани. Через цінність і вишуканість оригінальних револьверів, їх не рекомендують використовувати для сучасної цільової стрільби.